# Клеидокранијална дисплазија
Клеидокранијална дисплазија или клеидокранијална дисостоза је ретка генетска болест која се карактерише различитим аномалија које утичу на раст и развој костију, углавном лобање, лица и кључне кости, повезаних са променама у формирању зуба. Клиничком сликом доминирају хипоплазија или аплазија кључне кости, са перзистентним фонтанелама и отвореним шавовима и вишеструким зубним аномалијама, са малоклузијама и нарушеном дентицијом. Ментални развој је нормалан. Болест је сврстана у групу поремећаја познатих као остеохондродисплазије. Процењена фреквенција учесталости је један случај на милион становника.

## Епидемиологија
Преваленца Клеидокранијалне дисплазиј са јавља са учесталошћу од 1 случај на 1.000.000 становника. 
Раса
Овај поремећај се подједнако јавља у многим етничким групама у оба пола 
Многи случајеви нису евидентирани јер нису правилно дијагностиковани због релативно слабо изражене клиничке слике.

## Етиологија
Клеидокранијална дисплазија је проузрокована мутацијама у RUNX2 (6p21) гену, укључених у диференцијације остеобласта и формирање кости. 
Идентификован је широк спектар мутација, са високом пенетрацијом и значајном варијабилношћу.Јасне корелације између фенотипа и генотипа нису утврђене.

## Клиника слика
Клиничка слика је веома променљива, чак и између две особе које носе исту мутацију гена. Генерално, у детињству је опажана мала висина, код одраслих жена која је испод 1,50 метра, а код мушкараца испод 1,60 метара.
Фонтанеле лобање остају отворен дуже него што је нормално, чак све до одраслог периода живота. Често су са испупчењима која се јављају фронталној и париеталној регији, и праћене су већим од нормалног размаком између орбита, односно постоји велики размак између очију (хипертелоризам ) и непотпун развој максиларног и сфеноидалног синуса. 
Рамена имају висећи изглед због недостатка развоја зглобова. 
Удови су углавном нешто краћи од нормалних, са прстима несиметричне дужине.
У усној шупљини обично се јављају различите аномалије које погађају зубе, укључујући малоклузије, лоше имплантиране натпросечне зубе и касне дефинитивне зуба и десни са палаталном пукотином и раним каријесом због неправилности у формирању зуба. 

## Дијагноза
Дијагноза се заснива на клиничким знацима и карактеристичним радиографским опажањима (отворени шавови, несрасле фонтанеле конусни грудни кош са уским горњим торакалним пречником, деформитети у рукама и абнормалним зубима) 
Дијагноза се може потврдити молекуларно-генетичком анализом код пацијената са атипичним клиничким и радиолошким дијагностичким карактеристикама.
- Бочни радиограм лобање који приказује отворене шавове лобање, велике фонтанеле, више црвичастих костију и неразвијене параназалне синусе.[43]
- Радиограм груди (ПА поглед) пацијента који показује стањивање и хипоплазију зглобова и ребара.
- Панорамски поглед на чељусти који приказује више необрађених натпросечних зуба који опонашају премолар, недостајуће гонилне углове и неразвијене максиларне синусе.

## Диференцијална дијагноза
Диференцијална дијагноза укључује:
- мандибуло-сакралну дисплазију,
- Crane-Heise синдром,
- Yunis-Varon синдром,
- пикнодизостозу,
- CDAGS синдром и
- хипофосфатазију.

### Пренатална дијагноза
Пренатална дијагностика се може применити код ризичне трудноће, и захтиева претходну идентификацију мутација које узрокују болест у породици.

## Терапија
Третман аномалија зуба је врло важан за постизање оптималне функционалности и естетике. Једна од могућности је уклањање несталих бебиних зуба, натпросечног броја зуба и ненормалних трајних зуба.
За зубе који нису избили, треба проучити могућност зубне хирургије, као и ортодонцију зуба. 
Говорна терпија може бити потребна. 
Код понављајућих инфекција препоручује се употреба антибиотика. 
Због важности RUNX2 у одржавању и окоштавању костију, потребно је пратити минералну густину костију и проучити потребу за превентивним лечењем остеопорозе.

## Прогноза
Малформације и компликације код клеидокранијалне дисплазије су ретке и не изазивају значајне сметње. Прогноза је обично добра.